# Befolkningsutveckling i Stockholm
Befolkningsutvecklingen i Stockholm har präglats av stora inflyttningsperioder under stormaktstiden, den industriella revolutionen och under efterkrigstiden. Folkmängden i Stockholm har under andra perioder stagnerat eller rentav minskat tidvis på grund av svåra levnadsförhållanden, epidemier eller lågkonjunktur. På lång sikt har dock Stockholms befolkning alltid växt, från den medeltida småstad med cirka 6 000 invånare till 1 617 407 invånare år 2020.
Befolkningstalen för tätorten Stockholm eller för Stockholms kommun (samma som Stockholms stad) eller för Stockholms län ger helt olika utslag. Ytterligare ett geografiskt områdesbegrepp är Storstockholm, en av SCB definierad storstadsregion, som sedan 1 januari 2005 omfattar alla kommuner i Stockholms län. Det kan därför vara missvisande att jämföra historiska siffror med dagens. 
Folkmängden i Gamla stan ger en bild på förändringar genom tiden inom samma geografiska område, som utgjorde den ursprungliga "Staden mellan broarna". På 1200-talets slut bodde där cirka 3 000 människor, på 1600-talets början, innan folk bosatte sig i större omfattning på malmarna hade folkmängden stigit till cirka 9 000 personer. Som mest var det på 1880-talet, då fanns 13 500 människor boende i Gamla stan och ännu på 1930-talet var det kring 13 000, sedan sjönk folkmängden. Idag (2005) ligger folkmängden igen på ungefär samma nivå som vid 1200-talets slut, nämligen kring 3 000 individer, trots att Gamla stans yta har blivit större genom utfyllnader och landhöjningen.
Per den 31 mars 2022 hade Stockholms kommun 980 417 invånare.

## Allmänt
För att erhålla jämförbara diagram redovisas samtliga befolkningstalen separat för dels Stockholms stad och Stockholms stad inklusive Stockholms län (eller tidigare jämförbara områden) enligt  Statistisk årsbok för Stockholm 2010 utgiven av Stockholms stad och Stockholms Stads Utrednings- och Statistikkontor. För åren 1960 till 2005 anges även befolkningstalen för tätorten Stockholm enligt SCB:s definition. 

## Från 1200-talet till 1800-talet
I det medeltida Stockholm bodde befolkningen tätt ihop inom Stadsholmens stadsmurar, en äldre 1200-tals mur och en yngre 1400-tals mur (se Stockholms stadsmurar). Hur många människor som bodde på medeltiden inom murarna är osäker eftersom folkbokföring och befolkningsstatistik saknas. Folkbokföring infördes vid mitten av 1700-talet, vilket är mycket tidigt internationellt sett. När mantalsskrivning vissa år förekom, omfattades långt ifrån hela befolkningen; exempelvis var de mantalsskrivna i Stockholm 14 953 personer år 1663 medan hela folkmängden enligt beräkningar i de historiska verken var minst den dubbla.
Stadens tänkeböcker och skotteböcker (längder över uppburen stadsskatt) samt uppskattningar i uppslags- och historieböcker ger dock möjlighet till en grov uppskattning och enligt dem kan antas att Stockholm vid grundandet kring 1250-talet hade cirka 100 invånare och omkring 1290 hade staden redan runt 3 000 invånare.
När Stockholm genom Riksrådets privilegiebrev 1436 fick stadsprivilegier, vilket brukar användas som referens för starten av Stockholms roll som huvudstad, hade staden mellan 5 000 och 6 000 invånare. Vid medeltidens slut (omkring 1400- till 1500-talen) hade "Staden mellan broarna" en befolkning på mellan 6 000 och 7 000 individer. Det innebär att Stockholm utan tvivel var Sveriges största stad. Liksom i andra handelsstäder runt Östersjön var många invånare tyska handelsmän och hantverkare. Jämförd med andra europeiska städer var Stockholm inte särskilt stor.  Vid medeltidens utgång hade exempelvis handelspartnern Lübeck 25 000 invånare, London hade 40 000 och Paris, som var största stad i Europa hade 100 000 invånare.
Under 1500-talet befästes stadens position som maktcentrum, befolkningstalen ökade långsamt till omkring 9 000 individer kring sekelskiftet 1600. År 1634 blev Stockholm officiellt Sveriges huvudstad med en omfattande inflyttning av såväl vanliga medborgare som köpmän, politiker, ämbetsmän och militärer. Här fanns den centrala förvaltningen och rikets styre. Samtidigt uppmuntrades bildandet av handelskompanier. Mer än två tredjedelar av utrikeshandeln gick via Stockholm. Allt detta ledde till att folkmängden växte explosionsartat från 16 000 invånare år 1635 till ungefär 60 000 invånare år 1685, därefter minskade ökningstakten. 
De många krigen, stormaktsväldets undergång kombinerad med statsfinansiella problem ledde till att befolkningen tidvis gick tillbaka markant.  År 1700 uppskattas att Stockholm hade cirka 40 000 invånare. Geografiskt innehöll nu Stockholms stad utöver Stadsholmen även delar på stadens malmar och definieras ofta som staden inom tullarna, alltså områden inom Stockholms tullstaket. Det var inte heller något exakt definierad område, eftersom tullstaketen hela tiden flyttades utår i takt med att staden växte.
Under 1700-talets första hälft ökade Stockholms befolkning i långsammare takt och pendlade kring 45 000 till 50 000. Den svåra pesten 1710-1711 ledde till att befolkningen tidvis minskade igen. 1751 var det samma antal som 1685, alltså omkring 60 000 personer.
År 1757 föddes 1 139 pojkar och 1 171 flickor i Stockholm. Antalet döda samma år var; 1 488 vuxna och 1 742 barn. Barnen dog främst av smittkoppor och slag, och de vuxna av "hetsig sjuka" samt lungsot.

### Diagram I, år 1251 till 1800
| Folkmängden nedan avser Stockholms stad bestående av Gamla stan och delar av malmarna från 1252 till 1800. Observara att tidsaxeln inte redovisas med jämna avstånd mellan årtalen. Källa: Stockholms Stads Utrednings- och Statistikkontor AB: Rapporten befolkningen i Stockholm 1252-2005 |

## Från 1800-talet till 1900-talet
Befolkningstillväxten ända fram till mitten av 1800-talet var ungefär bara en halv procent per år. Omkring 1850 bodde 93 000 invånare i Stockholm, därav fanns  fortfarande över 13 000 människor kvar i Gamla stan som en gång var hela Stockholm stad.
Dödligheten var mycket hög, även i jämförelse med andra europeiska storstäder. Det var den sanitära situationen som var mycket otillfredsställande vid 1800-talets mitt. Ännu på 1850-talet dog vart tredje barn före ett års ålder. Efter 1850 drabbades Stockholm nästan årligen av koleraepidemier och ännu vid epidemin 1872-1873 kunde ingen förklara vad exakt det var som förorsakade sjukdomen, bara att det hängde ihop med hygienen. 
Nästa viktiga expansionsfas i Stockholms befolkningsutveckling kom med den industriella revolutionen och med den en kraftigt förbättrad hygien. Nya vattenverk och organiserad latrinhämtning samt sophämtning och renhållning ledde till bättre sanitära förhållanden och dödligheten sjönk direkt (se Vatten och avlopp i Stockholm samt Renhållning och sophämtning i Stockholm). Ett intensivt byggande präglade 1800-talets senare hälft. Staden lockade hundratusentals människor till sig och befolkningen tredubblades från 100 000 år 1856 till 300 000 personer vid sekelskiftet 1900. Under 1880-talet var befolkningsökningen rekordstor med 46% på bara ett decennium. Fortfarande var staden i huvudsak kompakt. Var tredje invånare kunde promenera till stadens mittpunkt (Stortorget) inom en halv timme.
Under första hälften av 1900-talet låg befolkningstillväxten på två procent per år.  Under den perioden växte staden på tre olika sätt, genom förtätning, radiärt längs de nya kommunikationslederna som spårvagnar och senare tunnelbanan (se Spårvagnstrafik i Stockholm och Stockholms tunnelbana) och cirkulärt genom utbyggnad av den gamla stadskärnan.

### Diagram II, år 1800 till 1900
| Folkmängden nedan avser Stockholms stad bestående av Gamla stan och malmarna från 1800 till 1900 med 10-årsintervall. Källa: Stockholms Stads Utrednings- och Statistikkontor AB: Rapporten befolkningen i Stockholm 1252-2005 |

## Från 1900-talet till nutid
För att skaffa framtida tomtmark för stadens svällande befolkning förvärvade eller inkorporerade Stockholms stad under 1900-talets första hälft stora landområden utanför tullarna; Brännkyrka 1913, Bromma 1916, Hammarby 1930 och Spånga 1949.
Befolkningen i Stockholm låg 1920 på knappt 420 000 individer och 1930 på drygt 500 000 individer. 20 år senare hade siffran stigit med knappt 245 000 till 744 000 invånare. Bostadsbristen var så stor efter andra världskriget att man på stadsplanekontorets initiativ gick ut med affischer, där man varnade för en inflyttning till Stockholm, eftersom det saknades bostäder. Ett sätt att råda bot på den ständiga bostadsbristen blev nya förorter som Vällingby och Farsta samt miljonprogrammet.

### Diagram III, år 1900 till 2020
| Folkmängden nedan avser Stockholms kommun från 1900 till 2010 med 10-årsintervaller. Källa: Stockholms Stads Utrednings- och Statistikkontor AB: Rapporten befolkningen i Stockholm 1252-2005 |

När bilismen slog igenom under 1900-talets andra hälft svällde staden ut över sina administrativa gränser. Den tidigare kompakta staden ersattes av staden med regioner i olika grannkommuner och blev till Stockholms län. Utbyggda kommunikationer både på spår och väg gjorde det även praktiskt möjligt att pendla till Stockholms innerstad. Därmed började länet fungera som huvudstadsregion. Staden fortsatte att förvärva byggmark i grannkommuner; Norra Bagarmossen 1960, Skärholmen/Vårberg 1963, Kymlinge1971 och Lövsta 1975. 
År 1960 var stadens befolkning som störst med 808 600 invånare (i länet inkl. Stockholm var det samma år 1 271 000) därefter sjönk befolkningstalen i Stockholms stad men i länet ökade antalet totalt. Att folkmängden sjönk i Stockholms stad respektive Stockholms kommun berodde alltså på att allt fler kunde bosätta sig i grannkommunerna genom utbyggda kommunikationer. Norrmalmsregleringen minskade visserligen antal bostäder och boende i Stockholms innerstad, men de sögs upp av stadens nya förorter inom kommungränserna, exempelvis Skärholmen. 1970 hade Stockholms stad 745 000 invånare men för länet inklusive Stockholms stad hade siffran klättrat till 1 477 200 invånare. Först från 1980 har en viss "återanvändning" av stadsbygden inträtt och själva stadens folkmängd ökar åter. Återanvändningen tar sig främst uttryck i att bostäder uppfördes där marken använts tidigare till annat, främst äldre industriområden som Ekensberg, Hammarbyhamnen och Södra stationsområdet.
Kring år 2008 var Stockholms stad tillbaka till ungefär samma invånarantal som 1960 men i hela länet inklusive Stockholms stad hade siffran stigit till 1 981 260 individer.

### Diagram IV, år 1900 till 2020
| Folkmängden nedan avser Stockholms län inklusive Stockholms kommun från 1900 till 2020 med 10-årsintervaller. Källa: Stockholms Stads Utrednings- och Statistikkontor AB: Rapporten befolkningen i Stockholm 1252-2005 |

### Diagram V, år 1960 till 2010
| Folkmängden nedan avser tätorten Stockholm från 1960 till 2010 med 5-årsintervaller. Värdet för år 1985 är interpolerat. Källa: SCB - Folkmängden per tätort. Vart femte år 1960-2019. |

## Nutid och framtid
Den 31 december 2010 hade Stockholms kommun 847 073 invånare, därav var 414 702 män och 432 371 kvinnor. Vid samma tidpunkt hade Stockholms kommun 187 585 utrikes födda medborgare, varav 112 292 personer hade svenskt medborgarskap, och 83 690 utländska medborgare.
En befolkningsprognos utförd år 2010 av Stockholms Stads Utrednings- och Statistikkontor menade att stadens (kommunens) folkmängd skulle öka med 121 100 personer under den kommande tioårsperioden, från 829 400 invånare i slutet av år 2009 till 950 500 i slutet av år 2019. Gällande Stockholms län räknade SCB med cirka 2 400 000 invånare i länet år 2030. Men denna befolkningsprognos skulle länets befolkning ökat med 27 165 invånare under det första prognosåret, 2010. Den egentliga siffran var dock betydligt högre, nämligen 35 161.
Per år 2020 var 1 617 407 bosatta i tätorten Stockholm, varav 975 551 i Stockholms stad (kommun). Totalt var 2 391 990 bosatta i Stockholms län.